# Josef Vaculík
Josef Vaculík (ur. 14 kwietnia 1957 w Kyjovie) – czeski polityk i agronom, senator, poseł do Parlamentu Europejskiego V kadencji (2004).

## Życiorys
Absolwent Wyższej Szkoły Rolniczej w Brnie. Pracował jako agronom w państwowych gospodarstwach rolnych w miejscowościach Veselí nad Moravou oraz Boršice. W 1990 dołączył do Unii Chrześcijańskiej i Demokratycznej – Czechosłowackiej Partii Ludowej. W latach 1993–2002 kierował agencją rolniczą przy Ministerstwie Rolnictwa. Od 1998 wybierany na radnego miasta Staré Město. W 2002 wszedł w skład czeskiego Senatu.
Od 2003 pełnił funkcję obserwatora w Parlamencie Europejskim, od maja do lipca 2004 sprawował mandat eurodeputowanego V kadencji w ramach delegacji krajowej. W 2008 nie uzyskał senackiej reelekcji.